# Josef Čepelák
Josef Čepelák (23. prosince 1905 – ?) byl český kameraman. Natočil přes 200 dokumentárních a reportážních filmů pro studio zpravodajských filmů Krátkého filmu, dále pak 4000 reportáží pro filmové týdeníky.

## Dílo
- 1944 Theresienstadt
- 1945 Vlast vítá
- 1946 Cesta k barikádám
- 1943 Olympiáda - Helsinky 1952
- 1954 Setkání v Budapešti